# Sant'Erasmo (Venezia)
Sant'Erasmo è un'isola della laguna Veneta settentrionale, la seconda per estensione dopo Venezia. Si trova al centro di un ideale triangolo formato da Murano, Burano e Punta Sabbioni.
Appartiene alla municipalità di Venezia-Murano-Burano del comune di Venezia. La popolazione residente ammonta a meno di 600 unità in progressiva diminuzione, evidenziando una tendenza demografica negativa in linea con il centro storico e le altre isole della laguna..

## Descrizione
La particolare posizione insulare e la natura fertile dei terreni ne hanno determinato il suo carattere agrario-lagunare.
Già alla fine del Cinquecento Francesco Sansovino nella sua opera Venetia, città nobilissima et singolare, si riferiva a Sant'Erasmo come a un'isola ricca di orti e vigneti che riforniva "alla città copia di herbaggi, e di frutti, in molta abbondanza e perfetti".
L'isola conserva a tutt'oggi una vocazione agricola (tipiche primizie sono le castraure, carciofini colti precocemente) e per questo viene considerata l’Orto di Venezia. Il carciofo violetto di Sant'Erasmo è una varietà di carciofo incluso tra i prodotti agroalimentari tradizionali italiani. Tenero, carnoso, allungato, spinoso e dalle bratte violette, si coltiva nella laguna di Venezia, in particolare su quest'isola, ma anche a Mazzorbo e Lio Piccolo.
È raggiungibile, con collegamenti orari, sia da Venezia (Fondamente Nuove) sia da Cavallino Treporti con la linea 13 dei vaporetti Actv. È una delle poche isole in cui transitano autovetture.

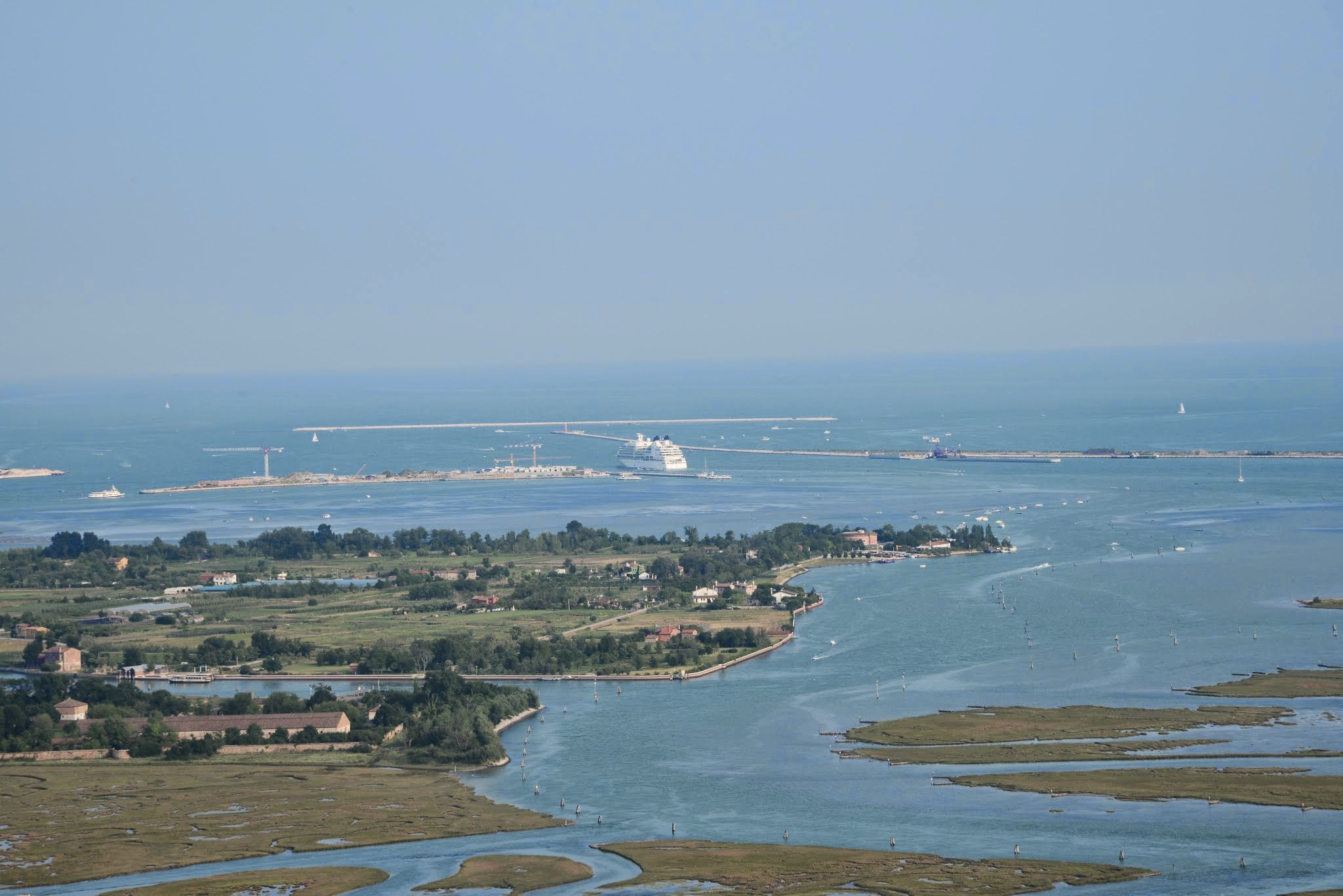
Vista aerea di una parte dell'isola, con il Porto di Lido sullo sfondo.
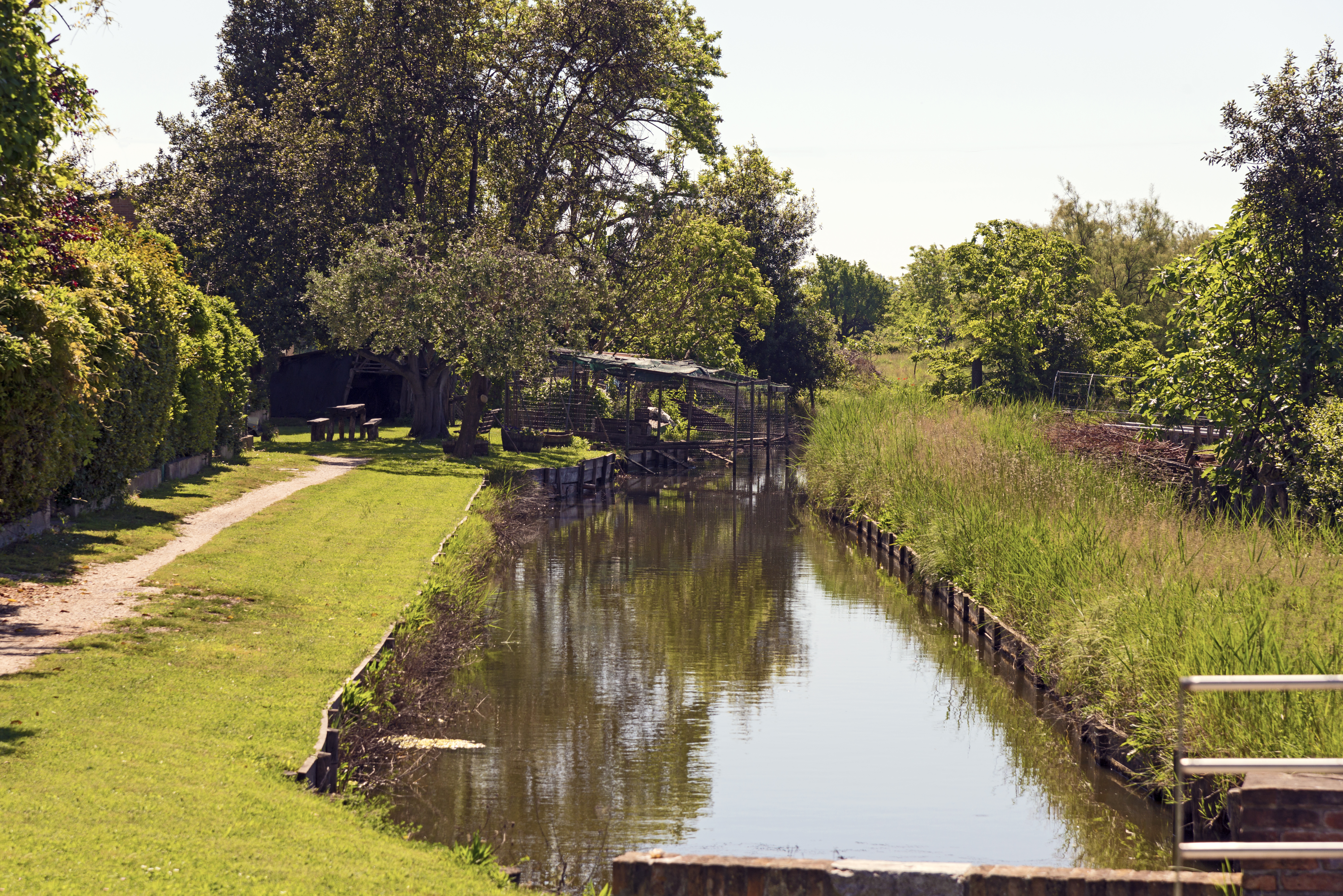
Canale interno presso via de le Motte.
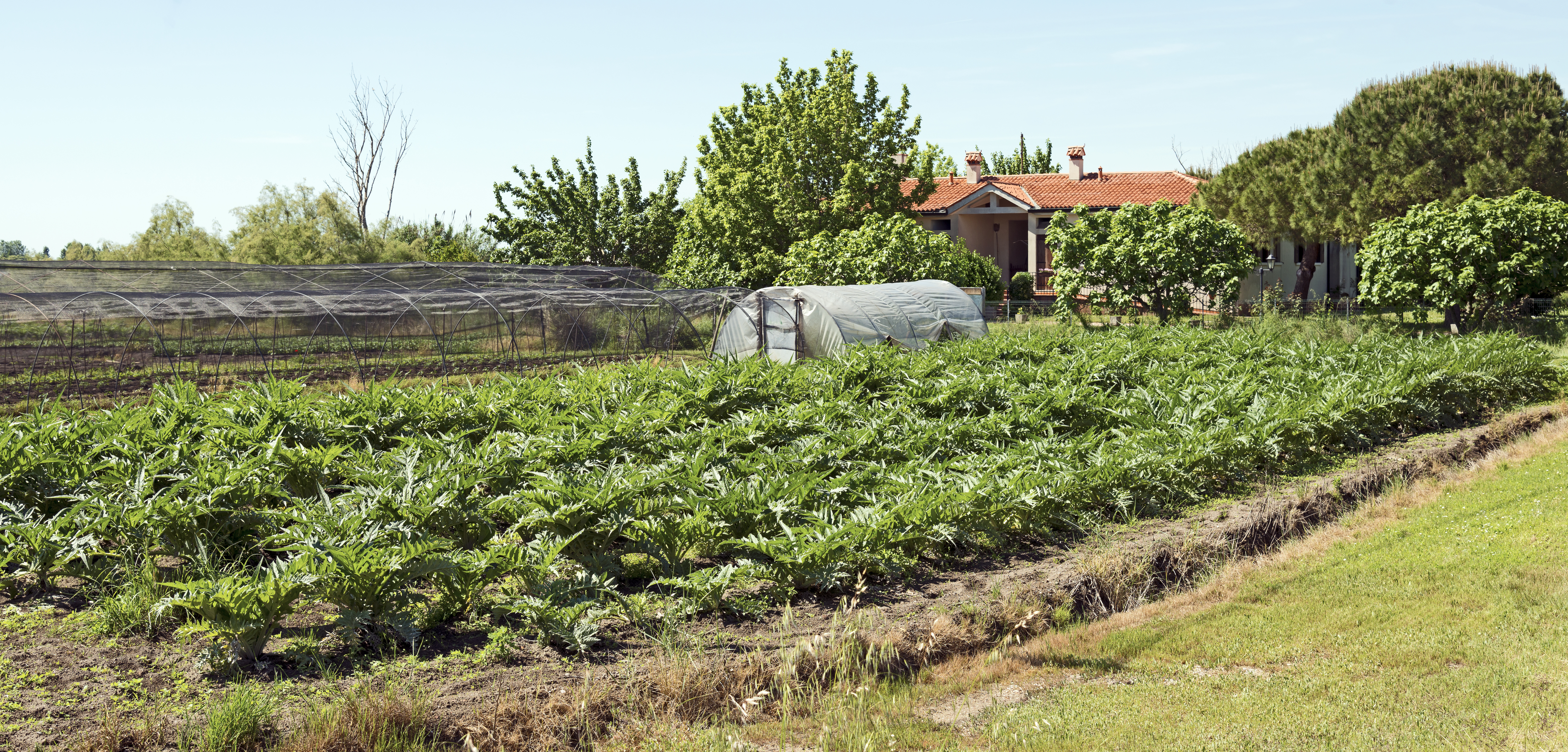
Coltivazioni di castraure lungo via de le Motte.

## Storia
Il lido di Sant'Erasmo ebbe anticamente vari nomi:  Lido Mercede o Mancese (dal fatto che gli Altinati, come ricorda Marziale, ricoveratisi in quel luogo, scavando per erigere una chiesa, trovarono una gran quantità di oro quasi in premio, mercede appunto, dell'opera che stavano compiendo).  E altri nomi ancora: Lido Albo... Lido Bromio... Lido di Torcello o di Murano...
Un tempo tutta la zona era coperta, lungo il mare, da una densa selva di pini e prese il nome di Pineta Maggiore al tempo del Duca (e primo Doge)  Paoluccio Anafesto.  Nel 792 i fuggiaschi altinati, guidati da un certo Mauro, sembra abbiano eretto una chiesa dedicata ai martiri ERME (ERMETE) ed ERASMO sul luogo dove prima sorgeva un ritiro di anacoreti (religiosi che di ritiravano in solitudine) verso la parte meridionale dell'Isola. In seguito fu istituita una Parrocchia, separata da quella di Murano. Il parroco veniva eletto dagli isolani. Nel 1120 il piovano Arioduno restaurò la chiesa ormai cadente... ( Fonte: "Archeo Venezia", giugno 1991)
L'Isola di Sant'Erasmo compare nel De administrando imperio di Costantino VII Porfirogenito, redatta nella prima metà del X secolo: nell'opera è contenuto un elenco delle località del ducato di Venezia (ancora formalmente dipendente da Bisanzio), tra cui è citato il Litoumagkèrses. Che si tratti effettivamente del lido di Sant'Erasmo, è confermato dal Chronicon Gradense del 1032, in cui si parla del Litus Mercedis con la sua chiesa dedicata ai santi Ermete ed Erasmo.
L'intitolazione a due santi protettori dei naviganti non è casuale. Prima che il litorale del Cavallino raggiungesse le dimensioni attuali, con la formazione di punta Sabbioni, l'isola rappresentava a sua volta uno dei litorali che dividevano la laguna dal mare Adriatico. Posta tra le imboccature di San Nicolò e Treporti, nel medioevo ebbe una certa importanza quale località portuale a servizio di Torcello e Murano. Nello stesso periodo ha inizio la sua vocazione agricola, con l'assegnazione di appezzamenti a monasteri (San Giorgio Maggiore, San Zaccaria) e a famiglie patrizie.
In seguito la località cominciò a decadere: in primo luogo a causa del mutevole ambiente lagunare che, come già detto, portò all'allungamento del litorale del Cavallino verso ovest, trasformando il litorale di Sant'Erasmo in un'isola lagunare; inoltre, per lo sviluppo di Venezia a scapito dei centri periferici, che portò a valorizzare le vie d'acqua al servizio di quest'ultima.
Persa ogni importanza strategica, Sant'Erasmo confermò invece la sua vocazione agricola, fondamentale per soddisfare il fabbisogno alimentare di Venezia. Va precisato che all'epoca la popolazione stabile era molto scarsa e che la gran parte dei braccianti era perlopiù costituita da giornalieri o stagionali. Sul finire del Settecento si assisté a un ulteriore assottigliamento dei residenti (meno di sessanta abitanti nel 1780, ridotti a 37 alla vigilia della caduta della Serenissima); questo a causa sia dell'indigenza che affliggeva gli abitanti, sia dalle periodiche epidemie, in particolare di malaria. La cura delle anime era affidata a uno o due religiosi dipendenti dalla parrocchia del duomo di Murano, che officiavano nell'antica chiesa di Sant'Erasmo (sorgeva all'estremità nordoccidentale, di fronte al Lazzaretto Nuovo).
Dopo la fine della Repubblica, con l'avvento dei Francesi e degli Austriaci, Sant'Erasmo e le località contigue furono coinvolte nell'erezione di opere militari (forti, batterie, depositi) a difesa della Laguna, in particolare per controllare gli accessi al porto di San Nicolò.
L'aumento demografico verificatosi nel corso dell'Ottocento portò nel 1841 all'erezione di una nuova chiesa in posizione più centrale - quella antica era stata demolita nel 1813. Nel 1926 si ebbe l'istituzione della parrocchia e nel 1929 la costruzione della chiesa attuale.

## Monumenti e luoghi d'interesse

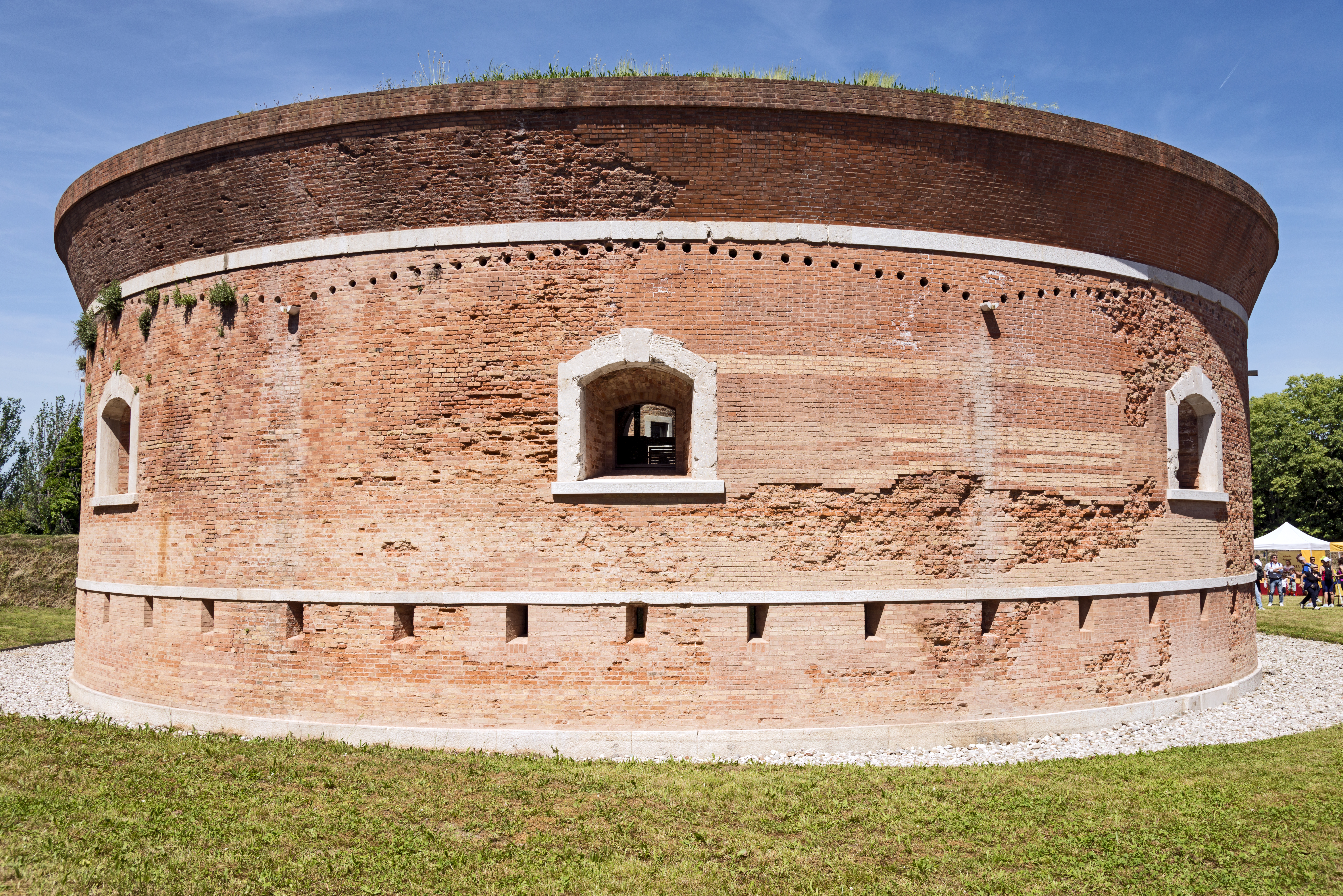
La Torre Massimiliana

La torre Massimiliana è una struttura a pianta circolare eretta fra il 1843 e il 1844 sulla estrema punta meridionale dell'isola di Sant'Erasmo, sopra le fondamenta di un precedente forte francese. Circondata da un fossato e da un argine poligonale irregolare venne posta a difesa della bocca di porto di Lido. Voluta dall'arciduca Massimiliano d'Austria è rimasta l'unico esempio, per tipologia, ancora esistente in Italia. 
Utilizzata durante il secondo conflitto mondiale come batteria contraerea, venne occupata dalle truppe tedesche nel 1943. Nell'aprile 1945 i tedeschi in ritirata la danneggiarono seriamente nel tentativo di farla saltare in aria. Usata nel dopoguerra come alloggio precario dagli sfollati è stata in seguito adibita a magazzino agricolo per cadere, alla fine degli anni novanta, in uno stato di totale abbandono. 
Il suo recupero, avvenuto nel 2004 su progetto degli architetti Cappai e Segantini, deve essere inserito nel quadro più generale di interventi di valorizzazione dell'isola di Sant'Erasmo voluto dal Comune di Venezia. Attualmente ospita mostre d'arte e di fotografia ed eventi culturali.
La chiesa del Cristo Re fu consacrata nel 27 ottobre 1929, poco dopo l'istituzione della parrocchia di Sant'Erasmo (1926). Progettata da Brenno Del Giudice, a navata unica. Degna di nota è la facciata che degrada dal centro ai lati secondo segmenti verticali segnati da lesene e movimentati nella parte superiore da elementi curvilinei. All'interno è conservato un Martirio di Sant'Erasmo, della scuola del Tintoretto.

## Feste tradizionali e sagre paesane

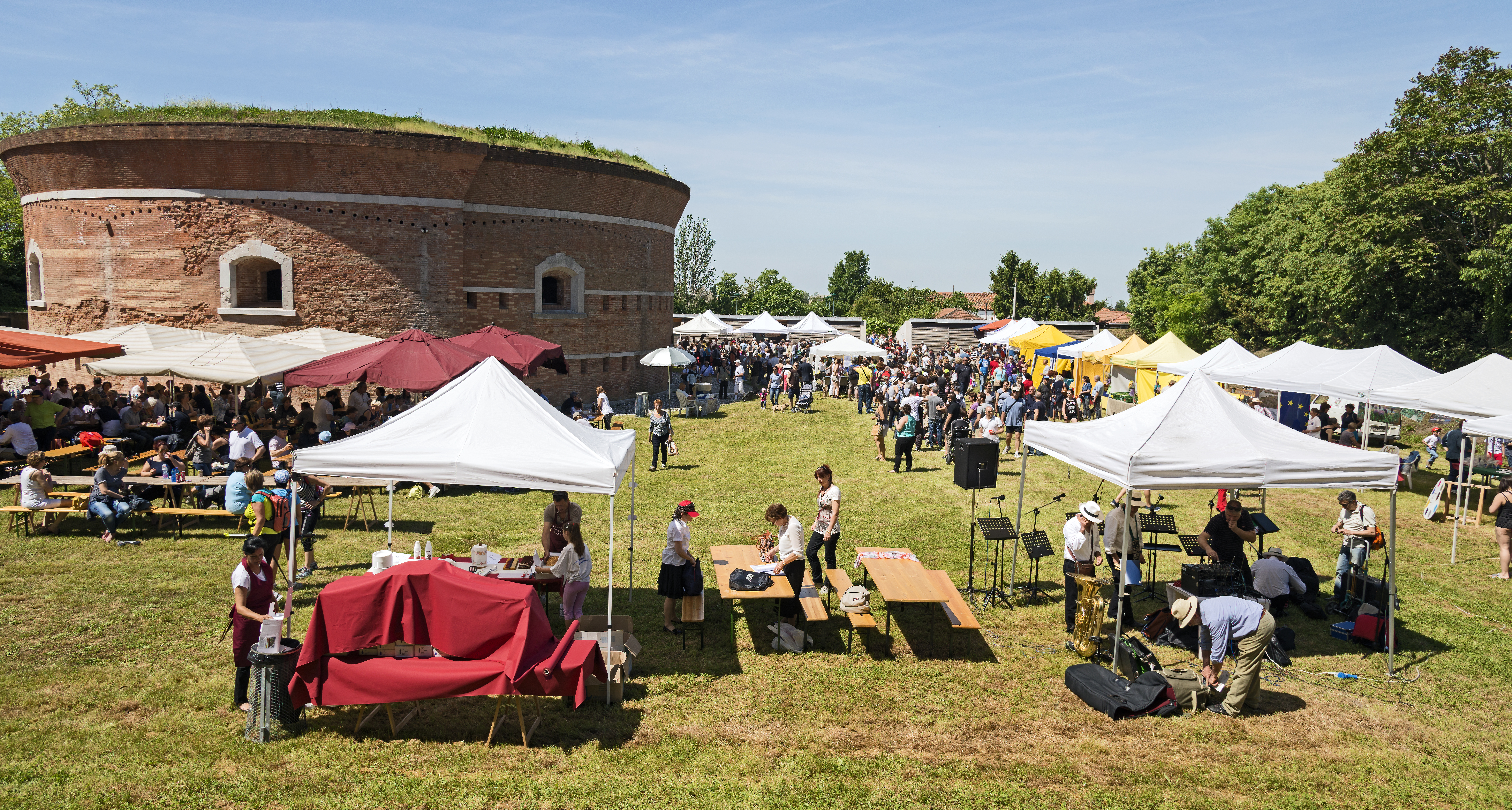
Festa del carciofo violetto

Durante le feste paesane, Sant'Erasmo dismette il suo abito tranquillo e appartato per trasformarsi in un vivace borgo lagunare capace di attrarre numerosi visitatori.
La visita dell'isola prevede piacevoli passeggiate fra campi e vigne con meta finale alla piazza della Chiesa dove le specialità orticole vengono offerte alla degustazione e alla vendita. Il programma delle feste è sempre molto ricco di manifestazioni culturali, sportive e musicali.
Festa del mosto, la prima o seconda domenica di ottobre, si volge una apprezzata manifestazione dedicata al mosto. Si tratta in realtà di "torbolino", vino tratto da uve bianche, non totalmente fermentato, torbido, leggermente frizzante e amabile.
Festa di Cristo Re, santo patrono, la prima domenica di giugno, presso la piazza del paese.
Befana (6 gennaio), nella quale alle cinque della sera si brucia un "berolon" (falò) eretto a pochi passi dalla piazza; si offrono ai presenti frittelle, dolcetti e vin brulé.
Festa del carciofo violetto, con degustazione e vendita dei prodotti locali e dimostrazioni dei diversi modi di cucinare il carciofo; si svolge nella seconda domenica di maggio presso la Torre Massimiliana. Benché sia di recente istituzione l'evento sta trovando molti estimatori.

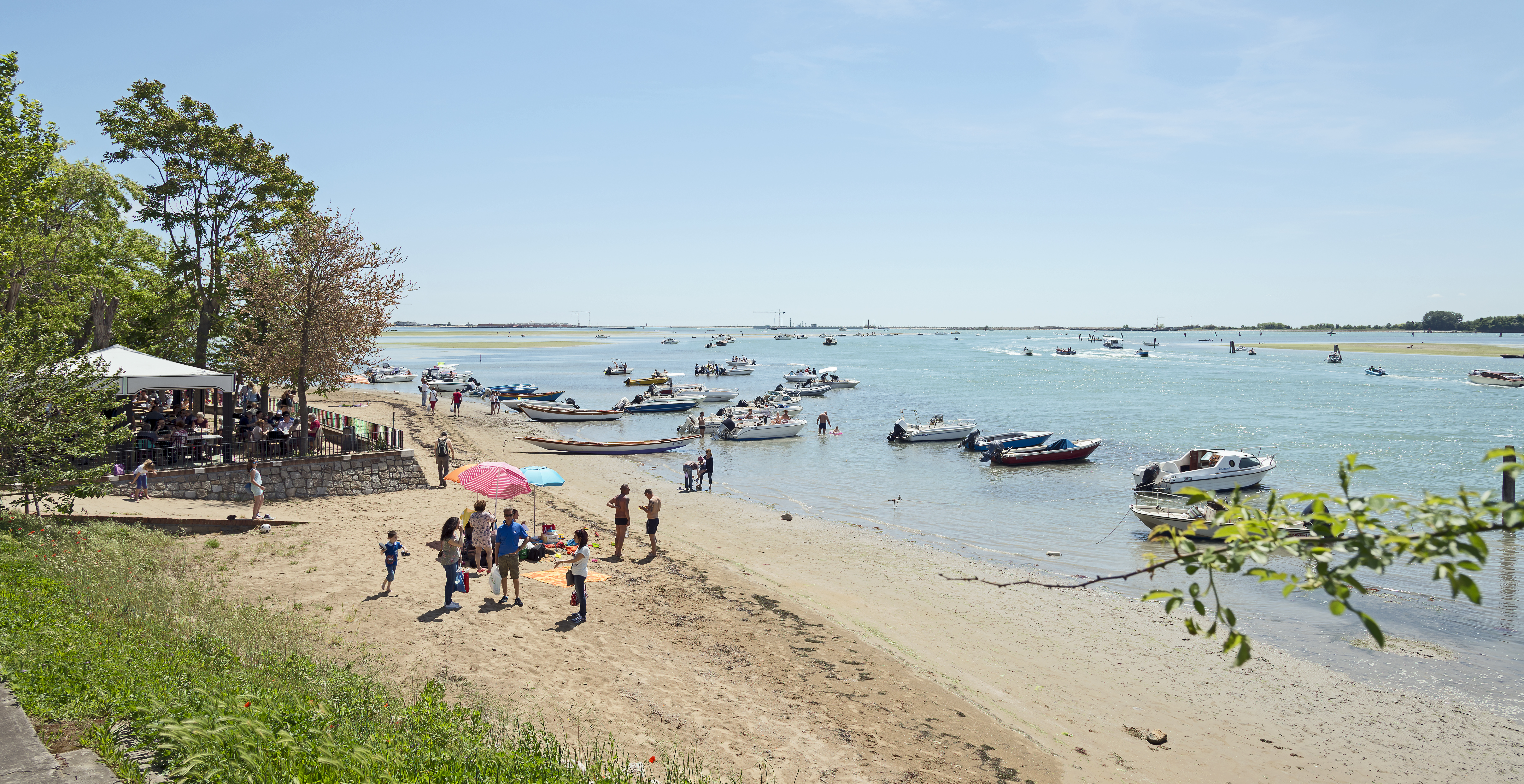
La spiaggia, a sud dell'isola di Sant'Erasmo.